# معمای آقای ایکس
معمای آقای ایکس (به انگلیسی: The Mystery of Mr. X) فیلم جنایی پیشا کد آمریکایی است که در سال ۱۹۳۴ تولید شده‌است. رابرت مونتگومری، الیزابت آلن و لوئیس استون در این فیلم بازی کرده‌اند.